# Schoenoplectiella hallii
Schoenoplectiella hallii är en halvgräsart som först beskrevs av Asa Gray, och fick sitt nu gällande namn av Kaare Arnstein Lye. Schoenoplectiella hallii ingår i släktet Schoenoplectiella och familjen halvgräs. Inga underarter finns listade i Catalogue of Life.